# Tayasal
Tayasal o Tah Itzá del idioma maya Itzá que significa ("en el lugar de los itzáes") (también llamado Noj Petén o Noh Petén) que significa ("Gran isla"), es un yacimiento arqueológico correspondiente al período posclásico de la cultura maya, fundada en el siglo xiii, localizado en una isla en el lago Petén Itzá, en el departamento de Petén, Guatemala. Fue la última ciudad del continente americano en ser conquistada por los españoles.

## Breve descripción
Tayasal, también llamada Nojpetén o Noh Petén (Gran Petén), capital de los itzáes junto con las cercanas Zacpetén, sobre la laguna de Salpetén, capital de los mayas Ko'woj (Couohes) y Queixil capital de los Yalnain, situada en dos islas del lago Petenxil, fueron las últimas ciudades del continente americano en ser conquistadas por los españoles, en 1697.
Tayasal fue destruida por estos y las piedras de sus templos fueron utilizadas para construir la iglesia católica y otras casas, por lo que ha quedado poco de su grandeza. La conquista de Tayasal, fue llevada a cabo luego de repetidos intentos, el primero, el de Hernán Cortés, en 1541, quien desistió por la férrea oposición y lo bien defendida que estaba la ciudad. 
En 1618 la visitaron dos sacerdotes jesuitas acompañados por varios cientos de indígenas, desde el actual Belice, siendo bien recibidos, hasta que descubrieron que los itzáes adoraban a un caballo disecado, dejado en la expedición de Cortés, al que ellos llamaban Tzimin Chac (caballo del trueno), por lo que insultaron a los locales, dando lugar a ser expulsados por el halach uinik de los itzáes y gobernante de Tayasal Kaan Ek (del maya: serpiente negra), quien desde esa fecha, preparó a su gente para rechazar a los invasores.
Hubo intentos de conquista por expediciones desde Belice, en 1685, Alta Verapaz, en 1687, Yucatán en 1691 y 1695, hasta que el 13 de marzo de 1697, fue capturada, en un ataque combinado de las fuerzas españolas de Tabasco y Yucatán lideradas por Martín de Urzúa, capitán general de Yucatán, quien después sería nombrado Adelantado del Petén por el rey Carlos II, usando incluso barcos artillados que fueron transportados desde la costa y armados en la orilla del lago Petén Itzá.

## Historia moderna
Tayasal se convirtió en la Ciudad de Flores, capital del departamento del Petén, al norte de Guatemala, y es principalmente una ciudad turística y base importante para los visitantes de los sitios arqueológicos de la zona. Cuenta con aeropuerto internacional, llamado Aeropuerto Internacional Mundo Maya, en Santa Elena.

## Galería

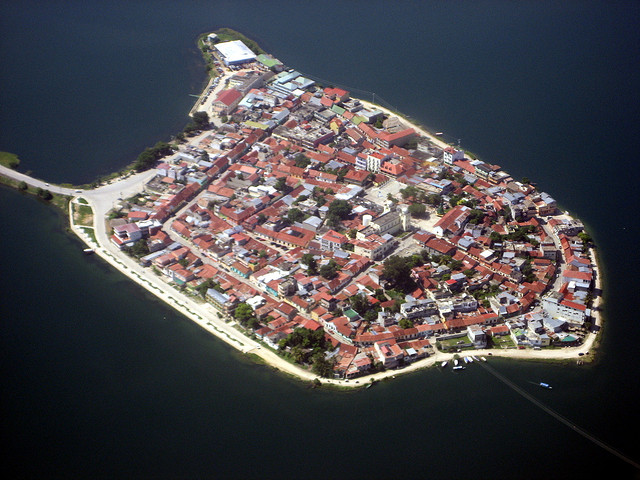
Vista aérea de la isla de Flores
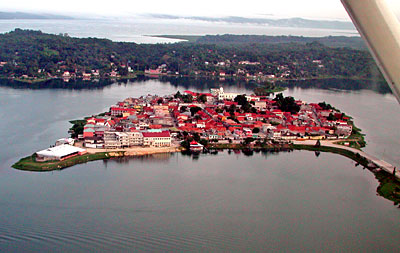
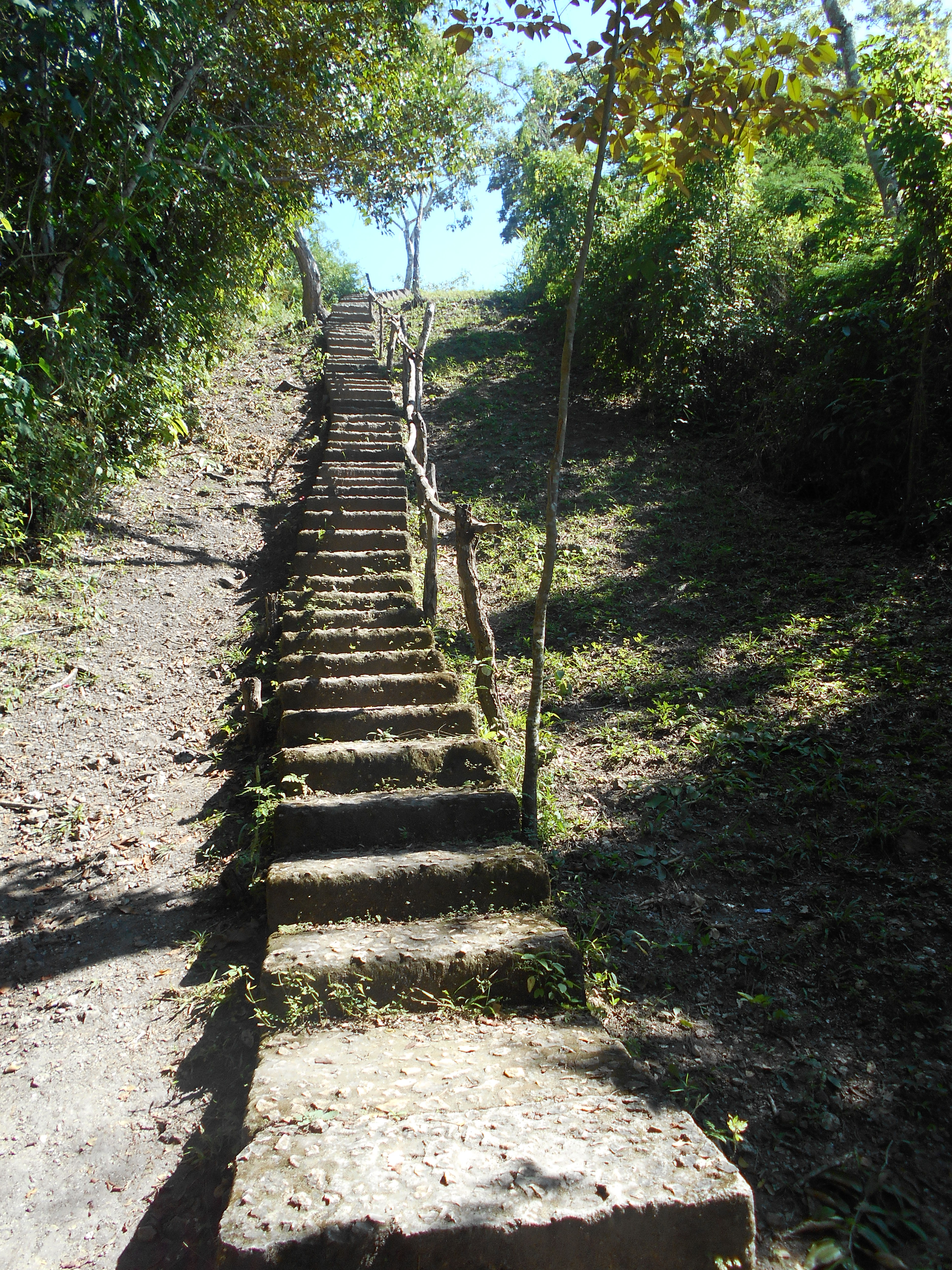
Mirador del rey Can'Ek